# چرواتو
چرواتو (به ایتالیایی: Cervatto) یک کومونه در ایتالیا است که در استان ورسلی واقع شده‌است.

## خصوصیات
چرواتو ۹٫۴ کیلومترمربع مساحت و ۴۸ نفر جمعیت دارد.